# マックス・カプート
マックス・カプート（英語: Max Caputo、2005年8月17日 - ）は、オーストラリアのサッカー選手。ポジションはFW。

## クラブ歴
メルボルン・シティFCの下部組織出身で、2021年4月23日にスカラーシップ契約を結びプロとなった。同年6月6日、15歳9か月20日の若さでメルボルン・ダービーに出場し選手初出場を記録した。この記録はイドルス・アブドゥライに次いでクラブ歴代2位の記録となった。その後は出場がなかったが、2023年4月2日に行われた試合で90分に投入されると、2分後に得点を決めて、クラブ史上最年少記録を樹立した。同年10月4日に行われたAFCチャンピオンズリーグ2023/24 グループリーグ・浙江職業足球倶楽部戦でも得点を記録し、国際大会初得点となった。